# Tettoia Pinardi
La Tettoia Pinardi è il luogo dove san Giovanni Bosco fondò il suo primo oratorio. Si trova a Torino, nel rione Valdocco.

## Storia

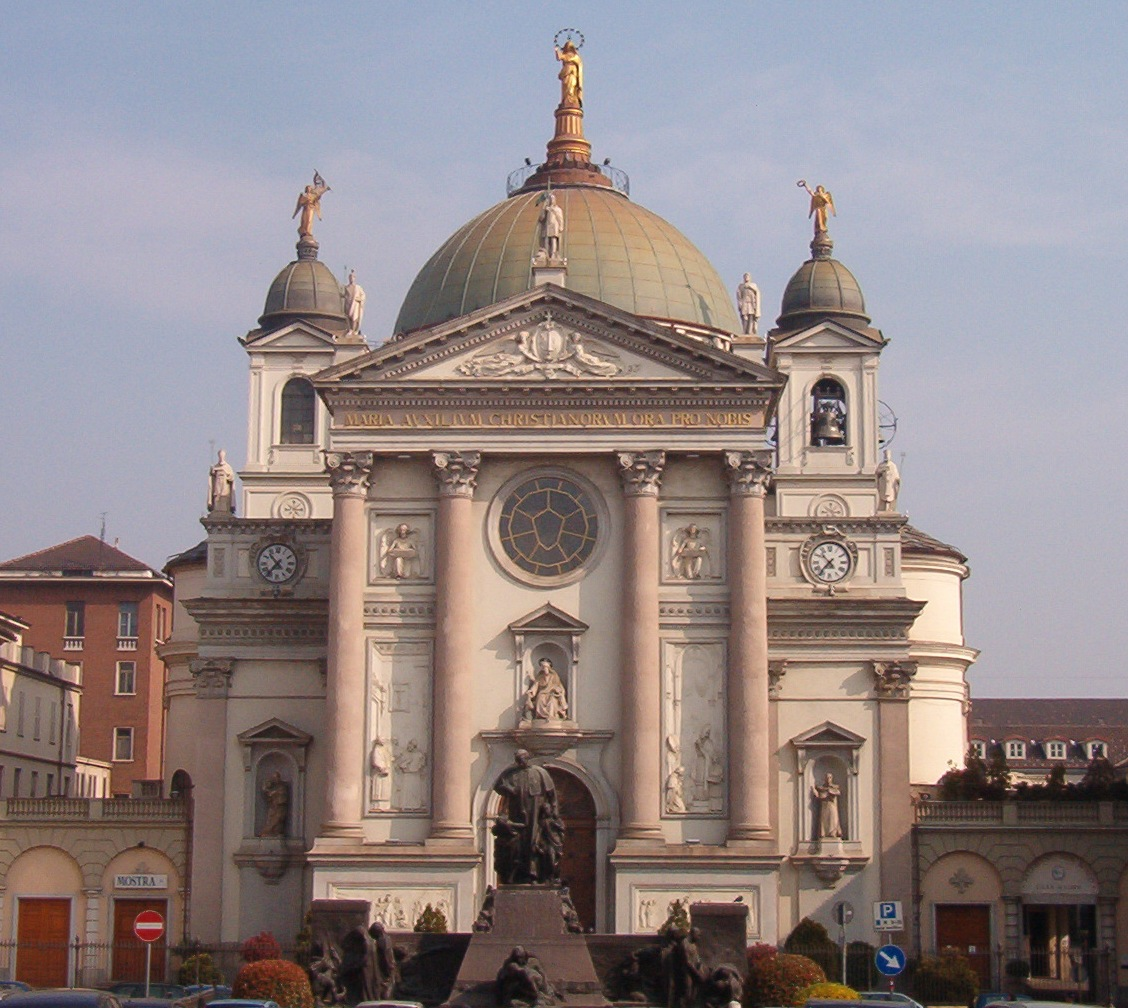
Il santuario di Maria Ausiliatrice

Don Bosco già da alcuni anni si interessava ai ragazzi e ne aveva raccolti un certo numero. Ma non aveva trovato un luogo adatto per radunarli. Dopo aver trovato alcune soluzioni di emergenza, finalmente il 12 aprile 1846, domenica di Pasqua entrò nella cosiddetta "Tettoia Pinardi", prendendola in affitto, per 300 lire all'anno, da Francesco Pinardi. Si trattava di una casupola con uno  stanzone  adibito a deposito della biancheria da parte di lavandaie. La tettoia fu presto adattata a cappella e si convenne che il contratto d'affitto includesse anche un pezzo di terreno circostante, che divenne il campo di gioco di questo primo oratorio. Il 19 febbraio 1851 il Pinardi vendette l'immobile e i terreni che lo circondavano a Don Bosco per 28.500 lire.
Negli anni la tettoia divenne il nucleo primitivo e la prima sede stabile delle attività salesiane a Valdocco e si ampliò fino a comprendere il santuario di Maria Ausiliatrice.
Ancora oggi la tettoia funge da cappelletta.